# Pseudochirella limata
Pseudochirella limata är en kräftdjursart som beskrevs av K.R.E. Grice och Hnlsemann 1968. Pseudochirella limata ingår i släktet Pseudochirella och familjen Aetideidae. Inga underarter finns listade i Catalogue of Life.